# Ваксберг, Йёран
Йёран Ваксберг (швед. Göran Waxberg; 23 мая 1919, Kolbäck, Вестманланд — 17 января 2007, Хёганес, Сконе) — шведский легкоатлет, специалист по многоборьям. Выступал за сборную Швеции по лёгкой атлетике в середине 1940-х годов, бронзовый призёр чемпионата Европы, многократный победитель и призёр первенств национального значения, рекордсмен страны.

## Биография
Йёран Ваксберг родился 23 мая 1919 года. Занимался лёгкой атлетикой в Стокгольме, представлял столичный спортивный клуб Stockholms Studenters IF.
Входил в число сильнейших многоборцев Швеции в середине 1940-х годов, трижды становился чемпионом страны в пятиборье (1943—1945) и четыре раза в десятиборье (1942—1945). Владел национальным рекордом Швеции в пятиборье.
В 1943 году на соревнованиях в Буросе установил свой личный рекорд в десятиборье, показав результат в 7008 очков.
Наивысшего успеха на международной арене добился в сезоне 1946 года, когда вошёл в состав шведской национальной сборной и благодаря череде удачных выступлений удостоился права защищать честь страны на чемпионате Европы в Осло — набрал в сумме всех дисциплин десятиборья 6313 (6661) очков и завоевал бронзовую медаль, уступив норвежцу Годтфреду Хольмвангу и советскому легкоатлету Сергею Кузнецову.
Окончив Ветеринарный институт в Стокгольме, завершил карьеру в лёгкой атлетике и пошёл работать по специальности, при этом сохранил спортивный образ жизни — играл в теннис и гольф. В 1970 году переехал на постоянное жительство в Хёганес, где в течение многих лет являлся практикующим ветеринаром, также работал ветеринаром в Хельсингборге.
Умер 17 января 2007 года в Хёганесе в возрасте 87 лет.